# Talang Batu (Rambang Kapak Tengah)
Talang Batu is een bestuurslaag in het regentschap Prabumulih van de provincie Zuid-Sumatra, Indonesië. Talang Batu telt 990 inwoners (volkstelling 2010).